# Boulevard Mireille-Jourdan-Barry
Le boulevard Mireille Jourdan-Barry est une voie située dans le 8e arrondissement de Marseille, quartier de la Vieille-Chapelle. 

## Situation et accès
Il relie la traverse Parangon à l'avenue de la Pointe-Rouge, et constitue le débouché sur le rivage de la Méditerranée du futur Boulevard Urbain Sud (B.U.S.).
Long d'environ 0,560 km entre deux ronds-points, il se compose de deux voies de circulation automobile montantes et descendantes séparées par un terre-plein central, encadrées par des pistes cyclables et des chemins piétonniers. Le tout bénéficiant d'un aménagement paysager.
Sa mise en service date de 2001 et préfigure le Boulevard Urbain Sud (B.U.S.) dont le chantier a redémarré en avril 2018, avec une ouverture complète prévue pour 2022.

## Origine du nom
Le boulevard est créé par délibération du conseil municipal du 29 mai 2000. Son odonyme est un hommage à la famille de collectionneurs d'art Jourdan-Barry, qui a fait don d'une collection de faïences au Musée de la Faïence (Marseille).